# Home Credit
Группа «Хоум Кредит» — небанковская кредитная организация, оказывающая услуги в области потребительского кредитования, в первую очередь людям со сравнительно короткой или даже нулевой кредитной историей. Группа основана в 1997 году и в настоящее время имеет представительства в 11 странах, включая Россию. Дочерней фирмой группы является ХКФ банк.